# 窓を開けますか?
『窓を開けますか?』（まどをあけますか）は、田辺聖子による小説。1972年に新潮社より出版された。また、1988年1月21日から同年3月24日まで、フジテレビ系列の「ナショナル木曜劇場」（毎週木曜日22:00 - 22:54）にてテレビドラマ化された。全10話。

## 概要・内容
32歳の独身OL・岸森亜希子とその母、亜希子に求婚して来る二人の男性、桐生保之と端田英輔との間で揺れるその心理と大人の恋、亜希子たちの生き方などを明るく描いたラブロマンス調の作品。
亜希子は母・かねと二人暮らし、独立した兄たちに代わって亜希子がかねの世話をしている。極楽トンボと言われ、いろいろな物事にも婚期にもこだわらず、結婚だけが女の幸せとも思っていない。妻と別居中の桐生とは週一回「あじさいホテル」で逢瀬を重ね、恋愛ごっこを楽しんでいるようでもあった。しかし桐生は、妻と別れて亜希子と一緒になりたいと結婚願望をもらし始め、「娘に会って欲しい」とも言って来たことから、そのまま素直に飛び込めずにいる亜希子は不安を覚え始めるが、いつしか恋の虜にもなっていく。

## テレビドラマ
原作では近畿地方の神戸と阪神間（西宮市など）を主な舞台とし、台詞にも関西弁が多く使われているが、テレビドラマにおいては神奈川県の横浜市近辺から湘南にかけての地域が主な舞台に変更された。
主演の松坂慶子は3年ぶりの連続ドラマ出演。本作の役作りのためにある大手商社に一日入社し、会社の30代OLたちとも交談会を行った。

### キャスト
- 岸森亜希子：松坂慶子
ラジオ局「FM神奈川」でDJを務める。
- 桐生保之：林隆三
中古車販売業勤務。妻・しげ子とは別居中。
- 端田英輔：加藤健一
医師。亜希子に惹かれるもう一人の男性。
- 中江しほ子：沢田亜矢子
「あじさいホテル」を経営。
- 岡崎奈美子：長谷直美
しほ子と同い年。大学の助教授と不倫中だが、後に妊娠し、未婚の母になる決意をする。
- 神田完次：佐藤B作
- 藤波：工藤明子
亜希子の先輩で、元上司。
- 八代：阿藤海
- 川田あつ子
- 水木寛子
- 奥村公延
- 大林隆介
- 井上裕季子
- 水城蘭子
- 松岡みゆき
- 市川勇
- 逸見政孝
- 田中邦衛（特別出演）
- 岸本加世子（特別出演）
- 桐生ゆめ子：田山真美子
保之の娘。
- 桐生しげ子：高畑淳子
別居中の保之の妻。
- 岸森かね：丹阿弥谷津子
他

### スタッフ
- 原作：田辺聖子 （新潮社刊）
- 企画：中村敏夫
- プロデューサー：関口静夫
- プロデューサー補：遠藤龍之介
- 脚本：金子成人 （全話担当）
- 演出：藤田明二、小野原和宏、小椋久雄
- 音楽：本多俊之
- 演出助手：本間欧彦、田島大輔
- 制作主任：林三津良
- 音響効果：大貫悦男
- 広報：石田卓子
- スチール：青木操生
- 記録：佐久間亮子、喜多麗子
- 撮影：川田正幸
- 技術プロデューサー：佐々木俊幸
- 技術：菅原一夫
- 照明：米田俊一
- 映像：下山一仁
- 音声：菊池正嗣
- 編集：弓削とよ
- VTR編集：小泉義明
- 美術プロデューサー：松尾嘉之
- 美術進行：相馬徹
- 美術：薩本尚武
- 大道具：川久保賢治
- 装飾：宮崎光平
- 持道具：塩出健
- 衣裳：望月俊展
- メイク：塩澤純子、直江広武
- 視覚効果：小林健二
- タイトル撮影：織作峰子
- タイトル：川崎利治
- 協力：渋谷ビデオスタジオ、バスク、オカムラ、なぎさホテル
- 制作協力：共同テレビジョン
- 制作著作：フジテレビ

主題歌
平山みき「ヴァイア・コンディオス（VAYA CONDIOS）」（作詞：橋本淳　作曲：筒美京平　発売：ファンハウス） 

### サブタイトル
| 話数 | 放送日        | サブタイトル         | 演出       |
| ---- | ------------- | -------------------- | ---------- |
| 1    | 1988年1月21日 | （サブタイトル無し） | 藤田明二   |
| 2    | 1988年1月28日 | 愛の迷路             | 藤田明二   |
| 3    | 1988年2月4日  | 噂のカミソリ魔       | 小野原和宏 |
| 4    | 1988年2月11日 | 私、妊娠しました     | 小野原和宏 |
| 5    | 1988年2月18日 | 涙の告白!            | 小野原和宏 |
| 6    | 1988年2月25日 | 二つの恋模様         | 藤田明二   |
| 7    | 1988年3月3日  | 結婚の条件           | 小野原和宏 |
| 8    | 1988年3月10日 | 愛・揺れています     | 小野原和宏 |
| 9    | 1988年3月17日 | 心の灯が消えた時     | 小椋久雄   |
| 10   | 1988年3月24日 | それぞれの出発       | 藤田明二   |

| フジテレビ ナショナル木曜劇場 | フジテレビ ナショナル木曜劇場 | フジテレビ ナショナル木曜劇場 |
| 前番組                        | 番組名                        | 次番組                        |
| ----------------------------- | ----------------------------- | ----------------------------- |
| 女も男もなぜ懲りない          | 窓を開けますか?               | 家と女房と男の名誉            |